# Ortaırmak, Pazar
Ortaırmak là một xã thuộc huyện Pazar, tỉnh Rize, Thổ Nhĩ Kỳ. Dân số thời điểm năm 2010 là 249 người.